# طیف‌نگار فروسرخ نزدیک
طیف‌نگار فروسرخ نزدیک (انگلیسی: Near-Infrared Spectrograph) که به اختصار NIRSpec خوانده می‌شود، یکی از چهار ابزار علمی نصب‌شده بر روی تلسکوپ فضایی جیمز وب است. این ابزار یک طیف‌نگار چندمنظوره است و قادر به اندازه‌گیری هم‌زمان طیف فروسرخ نزدیک از ۱۰۰ جرم آسمانی مانند ستارگان یا کهکشان‌ها با توان تفکیک طیفی کم، متوسط و زیاد است. رصدهای طیف‌نگار فروسرخ نزدیک دارای میدان دید ۳×۳ دقیقه قوسی بر روی طول‌موج ۰٫۶ تا ۵٫۰ میکرومتر است. طیف‌نگار فروسرخ نزدیک همچنین دارای مجموعه ای از شکاف‌ها و دیافراگم برای طیف‌سنجی با کنتراست بالا از منابع جداگانه مانند واحد میدان انتگرال (IFU) در طیف‌بینی سه‌بعدی است.